# John Byng (1er comte de Strafford)
John Byng (1772 - 3 juin 1860), 1er comte de Strafford, est un militaire et homme politique britannique.

## Biographie
Fils de George Byng (1735-1789), il est membre de la Chambre des lords.